# Улисьял
 Улисьял  — деревня в Балтасинском районе Татарстана. Входит в состав Кугунурского сельского поселения.

## География
Находится в северо-западной части Татарстана на расстоянии приблизительно 27 км на север-северо-восток по прямой от районного центра посёлка Балтаси у речки Арборка.

## История
Основана в XVIII веке.

## Население
Постоянных жителей было: .в 1763 году- 40 (мужчин), в 1795—105, в 1811 — 62 (мужчин), в 1859—197, в 1897—431, в 1905—348, в 1920—452, в 1926—438, в 1938—308, в 1949—227, в 1958—150, в 1970—216, в 1979—200, в 1989—201, в 2002 году 250 (мари 97 %), в 2010 году 278.

## Известные уроженцы
Данилов Владимир Алексеевич (1931—2003) — советский деятель сельского хозяйства. Звеньевой механизированного звена совхоза «Восход» дер. Мамсинер Мари-Турекского района Марийской АССР (1963–1991), лучший механизатор Марийской АССР (1968, 1972, 1975). Заслуженный механизатор РСФСР (1977). Кавалер орденов Ленина (1979) и Октябрьской Революции (1975).